# Kukuřice
Kukuřice (Zea) je rod jednoděložných rostlin z čeledi lipnicovité (Poaceae).

## Popis
Jedná se o robustní trávy dorůstající výšky nejčastěji 0,5 až 6 metrů. Většinou jsou jednoleté, ale některé divoké druhy (Zea perennis a Zea diploperennis) jsou vytrvalé. Listy jsou přisedlé, střídavé, dvouřadě uspořádané, s listovými pochvami a souběžnou žilnatinou. Čepele jsou ploché a asi 2–13 cm široké, na bázi čepele je membránovitý jazýček. Květy jsou jednopohlavné a většinou jsou odděleny do samičích a samčích květenství, řidčeji u divokých taxonů mohou být květenství zčásti oboupohlavné.
Samčí květenství je vrcholová lata klásků, někdy je interpretováno jako několik hroznů vyrážejících z hlavní osy. Samčí klásky jsou uspořádány v párech, kdy jeden klásek je stopkatý a druhý přisedlý a každý klásek obsahuje dva květy. Na bázi každého klásku jsou dvě plevy, někdy na kýlu křídlaté. Každý samčí květ obsahuje bělomázdřitou pluchu a plušku. Tyčinky jsou tři, plenky dvě.
Samičí květenství vyrůstají z úžlabí listu. U některých divokých druhů může být toto květenství i smíšené, nahoře samčí, dole samičí, většinou však bývá čistě samičí. U pěstované kukuřice seté pravé to je ztlustlý klas, někdy nazývaný palice (nejčastěji 2–5, vzácněji až 10 cm silný), který se skládá z mnoha řad obilek, v každém klasu jich je od 60 po více než 1000. U divokých taxonů je samičí květenství mnohem skromnější dvouřadý klas či hrozen (záleží na interpretaci), pouze asi jeden centimetr silný a obsahuje jen 4–15 obilek. U divokých forem se klas za zralosti rozpadá, u pěstované kukuřice zůstává vcelku. Celý samičí klas je uzavřen v pochvách listenů, u divokých taxonů bývá obalová pochva jen jedna, na vrcholu vyčuhuje chomáč čnělek s bliznami. Samičí klásky jsou podobně jako samčí dvoukvěté, ale dolní květ je sterilní, proto z každého klásku vzniká pouze jedna obilka.
Na bázi klásku jsou dvě plevy, ve kterých je u divokých forem obilka uzavřena, u pěstované kukuřice jsou plevy redukovány. Každý fertilní květ obsahuje jednu suchomázdřitou pluchu a plušku, plenky u samičích květů chybí, čnělky jsou dvě, ale jsou skoro po celé délce srostlé, jen nahoře dvouklané. Většinou se jedná o diploidy, počet chromozómů je 2n=20, ale například druh Zea perennis je teraploidní, 2n=40, zkřížením tetraploida a diploida vznikne sterilní triploid.

## Taxonomická poznámka
Všechny druhy kromě Zea mays jsou některými autory řazeny do samostatného rodu Euchlaena Schrad. V tomto pojetí obsahuje potom rod Zea pouze jeden druh: Zea mays. Dnešní autoři většinou používají široké pojetí rodu Zea, s 5 uznávanými druhy. Široce pěstovaná polní plodina je pouze kukuřice setá pravá (Zea mays subsp. mays). Ostatní divoké taxony se nazývají pojmem teosinte (množné číslo teosintes).

## Přehled druhů
- Zea mays L.
  - Zea mays subsp. mays: Jedná se o známou, dnes na všech kontinentech kromě Antarktidy pěstovanou, kukuřici. Ostatní divoké subspecie se mimo oblast původu pěstují nanejvýš v pokusných kulturách. Je to čistě kulturní taxon, není známa z přirozených společenstev.
  - Zea mays subsp. mexicana (Schrad.) H.H. Iltis, někdy považována za samostatný druh: Zea mexicana (Schrad.) Kuntze, syn.: Euchlaena mexicana Schrad.[4] Poddruh je znám pod názvy: Chalco Teosinte, Central-Plateau Teosinte či Nobogame Teosinte [5]. Samičí klas je daleko menší než u pěstované kukuřice, je jen 5–8(vzácněji až 10) cm dlouhý, 0,6–0,8 cm tlustý. Poddruh je rozšířen v Mexiku, nejvíce v oblasti zvané Meseta Central. Ve své domovině roste často na okrajích polí pěstované kukuřice seté pravé, se kterou se i kříží.
  - Zea mays subsp. huehuetenangensis (H.H. Iltis et Doebley) Doebley je mohutná tráva dorůstající až 5 m. Nazývá se Huehuetenango Teosinte. Na rozdíl od subsp. parviglumis má lysé listy [5]. Samičí klasy jsou podobné jako u subsp. mexicana. Je to endemit provincie Huehuetenango v Guatemale a také je to častý plevel v polích pěstované kukuřice, s níž se často kříží. Někdy roste ale i v lesích.
  - Zea mays subsp. parviglumis H.H. Iltis et Doebley je tráva dorůstající nejčastěji výšky 2–4 m. Samičí klasy jsou podobné stavby jako u subsp. mexicana. Nazývá se Balsas Teosinte nebo Guerrero Teosinte [5]. Listy jsou na rozdíl od subsp. huehuetenangensis pýřité. Přirozeně roste v pacifické části Mexika, hlavně v oblastech Oaxaca a Jalisco, zvláště častá je u řeky Balsas. Jelikož nekvete současně se subsp. mays, nekříží se s ní tolik.
- Zea diploperennis Iltis, J.F. Doebley & R. Guzman je endemit pohoří Sierra de Manantlán v Mexiku [6]. Druh byl popsán teprve v roce 1979 z místa zvané Cerro de San Miguel[7]. Nazývá se diploperennial teosinte [8].
- Zea luxurians (Durieu) R.M. Bird (syn.: Reana luxurians Durieu, Euchlaena luxurians (Durieu) Durieu et Asch.) roste ve středním Mexiku v oblasti zvané Oaxaca, dále je znám z Guatemaly a z Hondurasu [9]. Nazývá se Guatemala Teosinte nebo Florida Teosinte[10].
- Zea perennis (Hitchc.) Reeves et Mangelsd. (Syn.: Euchlaena perennis Hitchc.) roste přirozeně v Mexiku, a to v oblasti Jalisco, na severním úpatí Volcán de Colima [1]. Tento druh je nazýván Perennial teosinte [11].
- Zea nicaraguensis Iltis et B.F. Benz roste ve státě Nikaragua, v pobřežní zóně blízko Golfo de Fonseca, mezi Estero Paimica a Estero Palo Blanco. Taxon byl popsán teprve v roce 2000 [12].